# Zoo Landau in der Pfalz
Koordinaten: 49° 12′ 10″ N, 8° 6′ 39″ O
Der Zoo Landau in der Pfalz ist der Zoo der rheinland-pfälzischen Stadt Landau in der Pfalz.

## Lage
Der Zoo liegt etwa fünf Minuten Fußweg von der Landauer Innenstadt entfernt. Er grenzt an die historischen Fortanlagen der Festung Landau. Straßenschilder mit einem Piktogramm, das drei orangefarbene Dromedare darstellt, weisen den Weg zum Zoo.

## Geschichte
Am 24. Juli 1904 wurde das heutige Gelände des Zoos vom Verein „Vogelfreund“ übernommen, der erste Vogelhäuser baute. Seit 1920 gehört der Zoo der Stadt. Bis zum Zweiten Weltkrieg wurde der „Tiergarten Landau“ immer weiter ausgebaut. Nach der Zerstörung in jenem Krieg wurde er wieder neu aufgebaut. Während der südwestdeutschen Gartenausstellung 1949 wurden weitere Gebäude wie die heutige Freiflughalle, die damals noch als Pflanzenschauhaus diente, gebaut. 1954 bis 1961 war Karl Gräf, ein gelernter Tierpfleger, Direktor. Auf ihn folgte der Tierpfleger Roland Schneider, zu dessen Zeit das Affen- und Warmhaus errichtet wurde. 1973 wurde der Tierarzt Rudolf Spengler neuer Zoodirektor. Er gestaltete den Tiergarten zu einem Zoo um. 1990 erweiterte man das Zoogelände um zwei Hektar. 1994 wurde ebenfalls ein Tierarzt, Bernhard Neurohr, Zoodirektor. Unter seiner Leitung wurde die Vergesellschaftung verschiedener Arten durchgeführt, die auch heute noch besteht. Seit 2000 ist der Tierarzt Jens-Ove Heckel Zoodirektor. Der Zoo wurde seitdem umfangreich modernisiert und dient nicht mehr nur dem Zwecke der Erholung, sondern zählt im Sinne der Welt-Zoo- und Aquarium-Naturschutzstrategie die Bereiche Artenschutz, Umweltbildung und Forschung zu seinen wichtigen Aufgaben.

## Tiere und Gehege

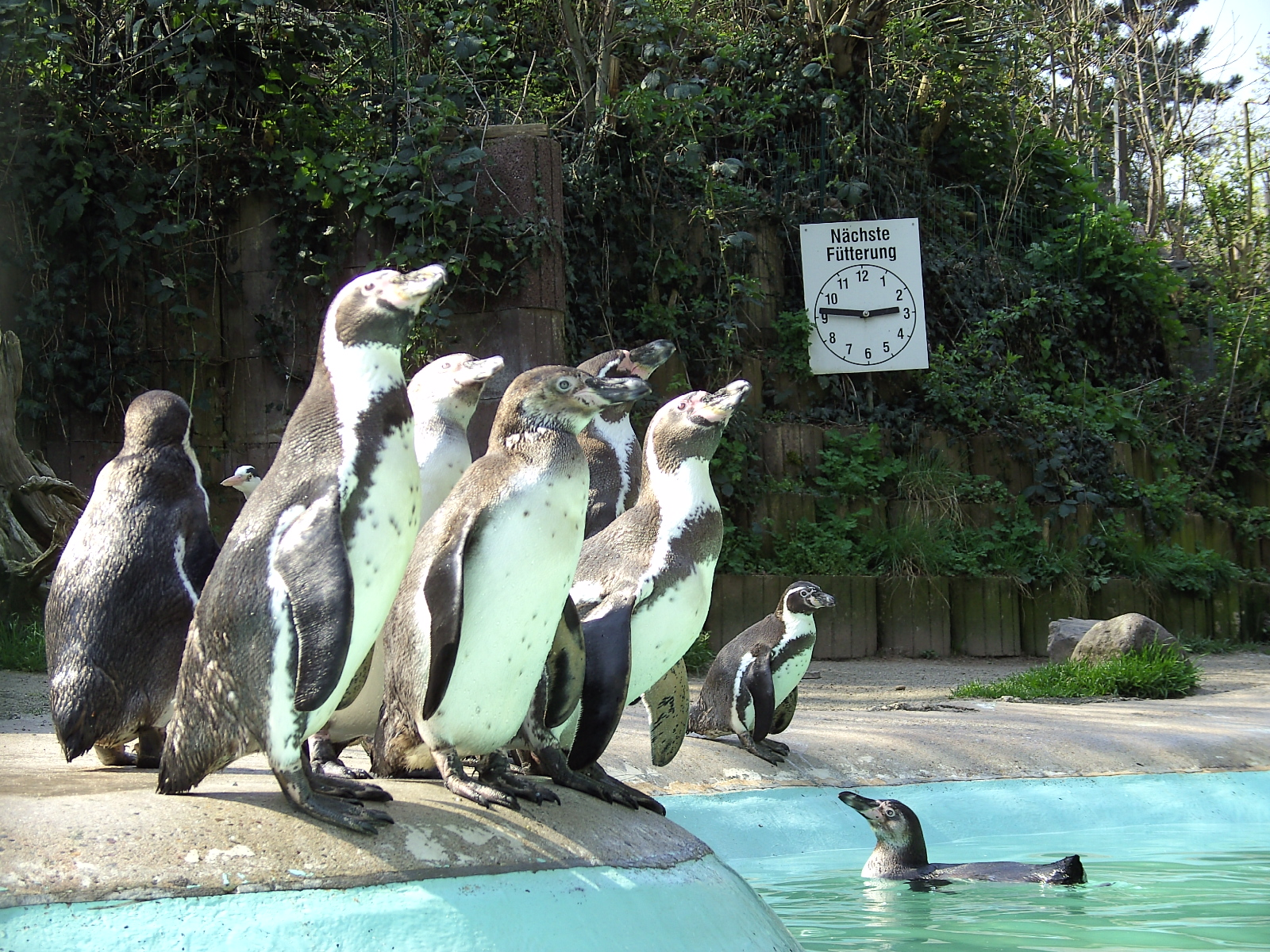
Pinguine im Landauer Zoo

- Affenhaus: Im Affen- und Warmhaus werden neben Affen, wie zum Beispiel dem Braunkopfklammeraffen oder den in Deutschland nur hier und in den Zoos von Duisburg und Osnabrück gehaltenen Weißscheitelmangaben, auch Wirbellose, Fische, Amphibien, Reptilien und Vögel gezeigt. Diese werden meistens in Mischgehegen bzw. -Volieren/Terrarien/Aquarien gehalten. Außerdem gibt es für die Affen auch großzügige Außenanlagen. Eine Besonderheit sind die einzigen Individuen der vom Aussterben bedrohten Madagaskar-Schienenschildkröten in einem europäischen Zoo.
- Papageienhaus und Freiflughalle: Im Papageienhaus leben Gelbkehlfrankoline, Fischerturakos und Ecuador-Amazonen. In der angrenzenden Freiflughalle befindet sich eine Resozialisierungsvoliere für Graupapageien und eine offene Voliere mit verschiedenen Wasservögeln wie dem Kaptriel oder dem Hammerkopf. Weitere Vögel findet man in der begehbaren Löfflervoliere und in den 2016 eröffneten Zuchtvolieren für bedrohte Vogelarten (wie Socorrotaube, Rotsteißkakadu, Palawan-Pfaufasan und Brandtaube).
- Humboldtpinguine und Zwergotter (geplant für die ehemalige Anlage der Südamerikanischen Seebären)
- Perlhühner und Pfauen: Die Helmperlhühner und Blaue Pfauen laufen frei auf einer Wiese herum, welche jedoch von den Besuchern nicht betreten werden darf.
- Afrikanische Savanne: Hier findet man zahlreiche afrikanische Huftiere, zum Beispiel Pinselohrschweine und Watussirinder oder Hartmann-Bergzebras und Südliche Streifengnus. Außerdem sind hier Erdmännchen zu finden.
- Naturlehrpfad: Auf dem Waldweg zum Tigergehege befindet sich ein Naturlehrpfad, auf dem man unter anderem etwas über einheimische Singvögel erfahren kann. Auf der Zooseite des Pfades befinden sich einige Gehege, zum Beispiel das 7000 m² große Naturgehege der Sibirischen Tiger. Die beiden Geschwister Igor und Ninoshka kamen im Januar 2010 aus dem Zoo Schmiding in Österreich, mussten aber beide 2024 eingeschläfert werden.[2][3] Im Januar 2025 wurde zunächst eine neue Tigerin aus Ungarn aufgenommen.
- Anderes: Zu erwähnen sind noch die anderen großen Katzen des Zoos, unter anderem die deutschlandweit nur in zwei Zoos zu sehenden Nordostafrikanische Geparde, der Streichelzoo mit Westafrikanischen Zwergziegen und die Gehege für australische Tierarten mit Emus und Bennettkängurus.
- Elwetritsche: Als Scherz gibt es auch ein „Gehege“ mit Figuren dieser Fabelwesen.
- "Juwelen der Philippinen": Ein Bereich für bedrohte Säugetiere der Philippinen.

## Arten- und Naturschutzprojekte
- Partner der IUCN-Initiative „Countdown 2010: Save Biodiversity“, Partnerzoo der Stiftung Artenschutz, Unterstützung von Pro Luchs und Aktion Pfalzstorch sowie der EAZA-Kampagne „Madagaskar – Arovako i Madagasikara“
- Beteiligung an der WAPCA (West African Primate Conservation Action): setzt sich für den Schutz der ghanaischen Regenwälder und gegen Bushmeat ein.
- Kooperation mit der Fundacion Otway zum Schutz von Humboldtpinguinen in Chile
- Schützt mithilfe der Organisation Djibouti Nature den „Forêt du Day“, den Wacholder- und Buchsbaumwald Dschibutis
- Unterstützt das Projekt Voronosy zum Schutz der Feuchtgebiete Madagaskars und der darinlebenden Vögel wie des Blauaugenibis (Voronosy heißt Blauaugenibis auf Malagasy).
- Hilft verschiedene Tiere der Philippinen zu schützen (zum Beispiel den Prinz-Alfred-Hirsch)

## Umweltbildung und Zooschule
Die Zooschule Landau ist eine Kooperation von Rheinland-Pfälzischen Technischen Universität Kaiserslautern-Landau, Campus Landau und dem Zoo Landau in der Pfalz. Sie wurde 1992 gegründet. Das Gebäude der Zooschule steht im Gelände des Landauer Zoos. Ganzjährig bietet die Zooschule Unterricht für Kindergartenkinder und Schulklassen aller Schularten an. Ein weiterer Schwerpunkt liegt auf der Organisation von Workshops, Kindergeburtstagen und Sonderveranstaltungen (Zoosafari, Bilderbuchkino, Abendführung u. a.). Zudem gibt es spezielle Angebote für kranke und behinderte Menschen sowie für Erwachsene/Senioren. Regelmäßig werden in der Zooschule auch Veranstaltungen zur Fort- und Weiterbildung von Lehrerinnen und Lehrern durchgeführt. Die Zooschule Landau versteht sich heute als eine Einrichtung zur Bildung für nachhaltige Entwicklung. Mit einem vielfältigen Unterrichtsprogramm wird versucht, „Grüne Umweltbildung“ und entwicklungspolitische Bildung zusammenzuführen. Auf der Basis des Grundsatzes der Agenda 21 „Global denken – lokal handeln“ setzt die Zooschule heute auch auf Themen, die Kinder an globale Zusammenhänge und vernetzte Strukturen heranführen. Die Zooschule Landau wurde bereits vielfach, etwa im Rahmen der UN-Dekade  „Bildung für nachhaltige Entwicklung“, hochrangig ausgezeichnet. 2023 wurde Gudrun Hollstein für ihren langjährigen Einsatz als Leiterin der Zooschule Landau mit dem Verdienstorden des Landes Rheinland-Pfalz ausgezeichnet.

## Bildergalerie
Alle nachfolgenden Bilder stammen aus dem Zoo Landau.

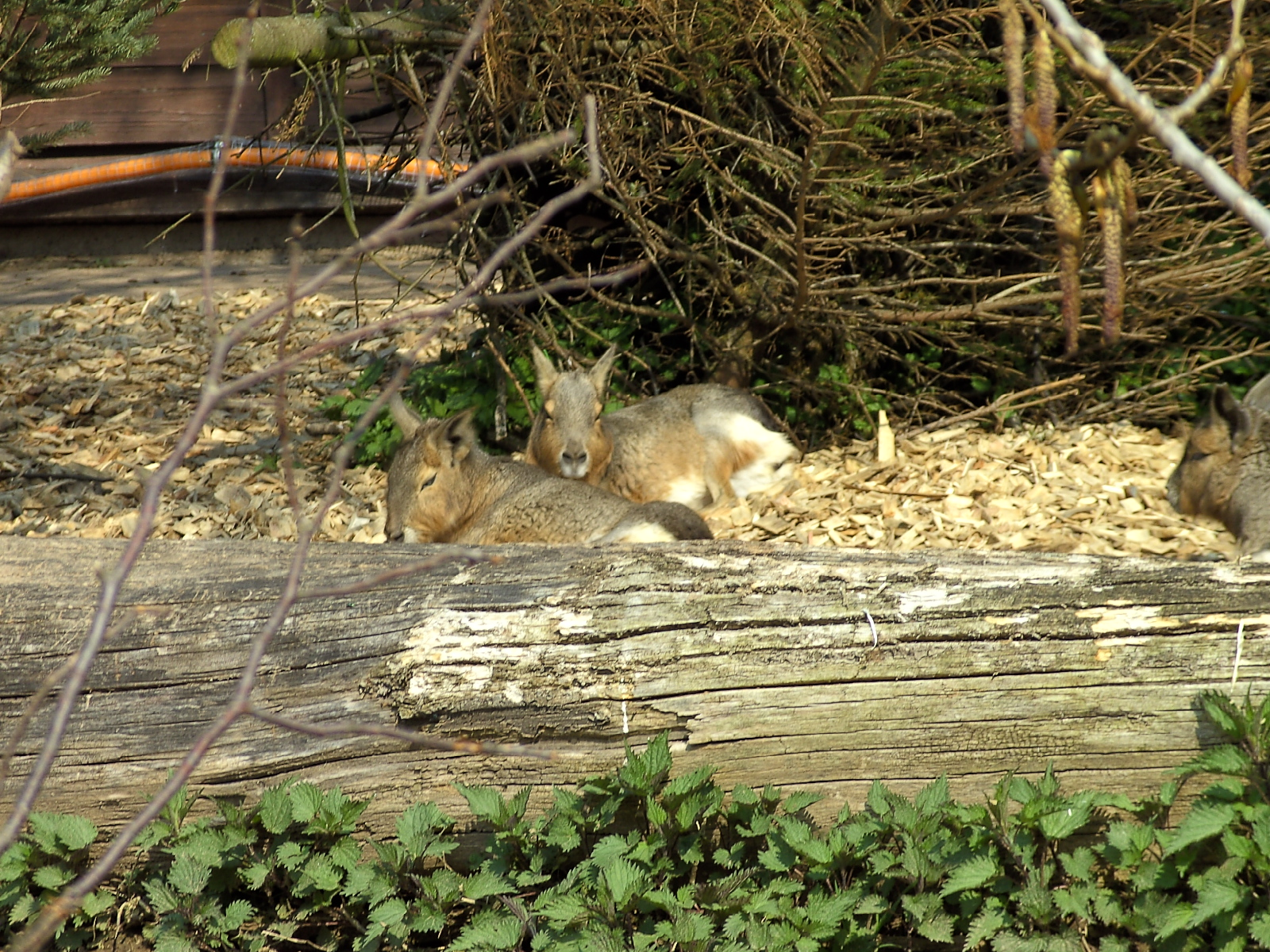
Maras
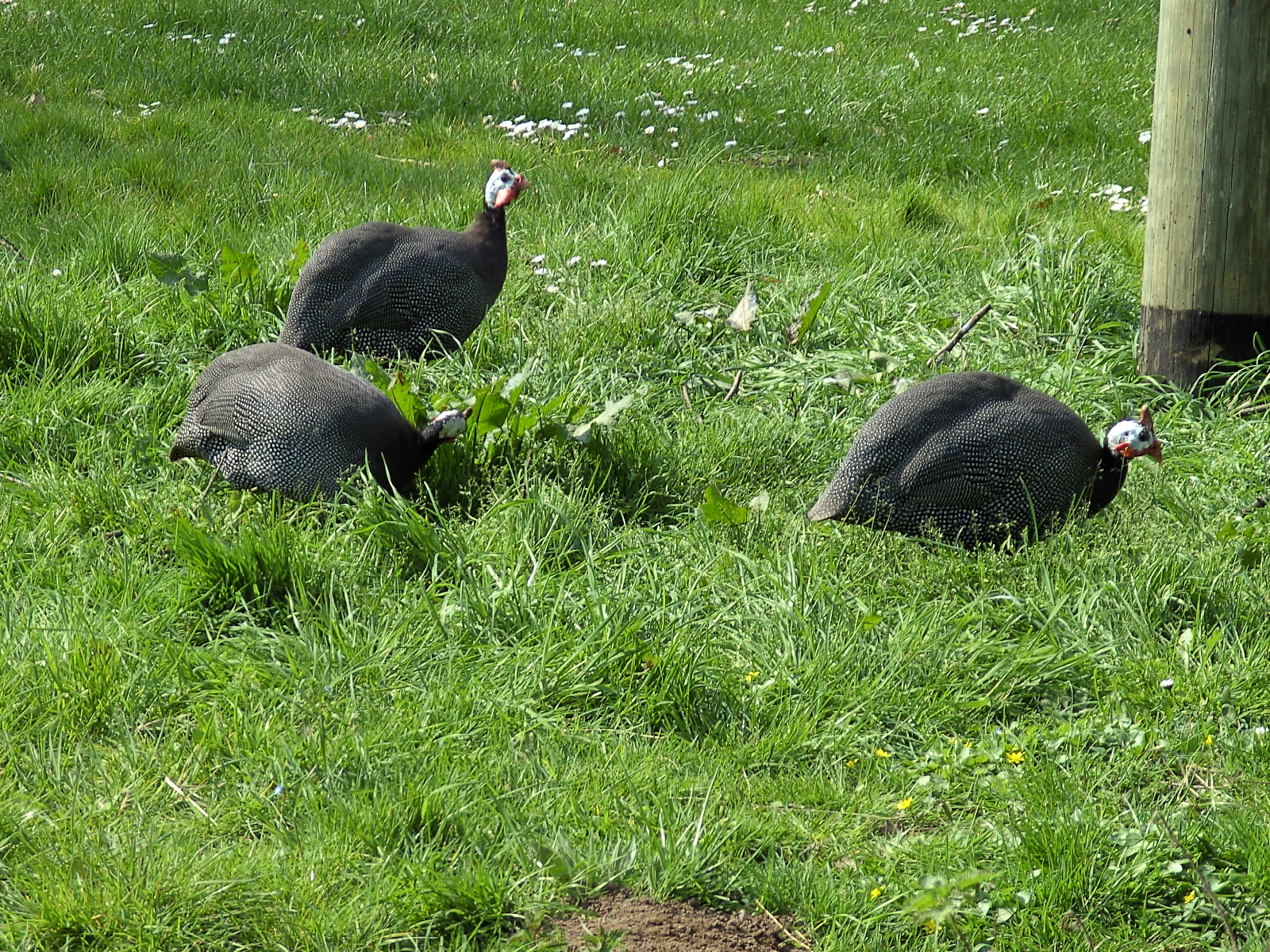
Helmperlhühner
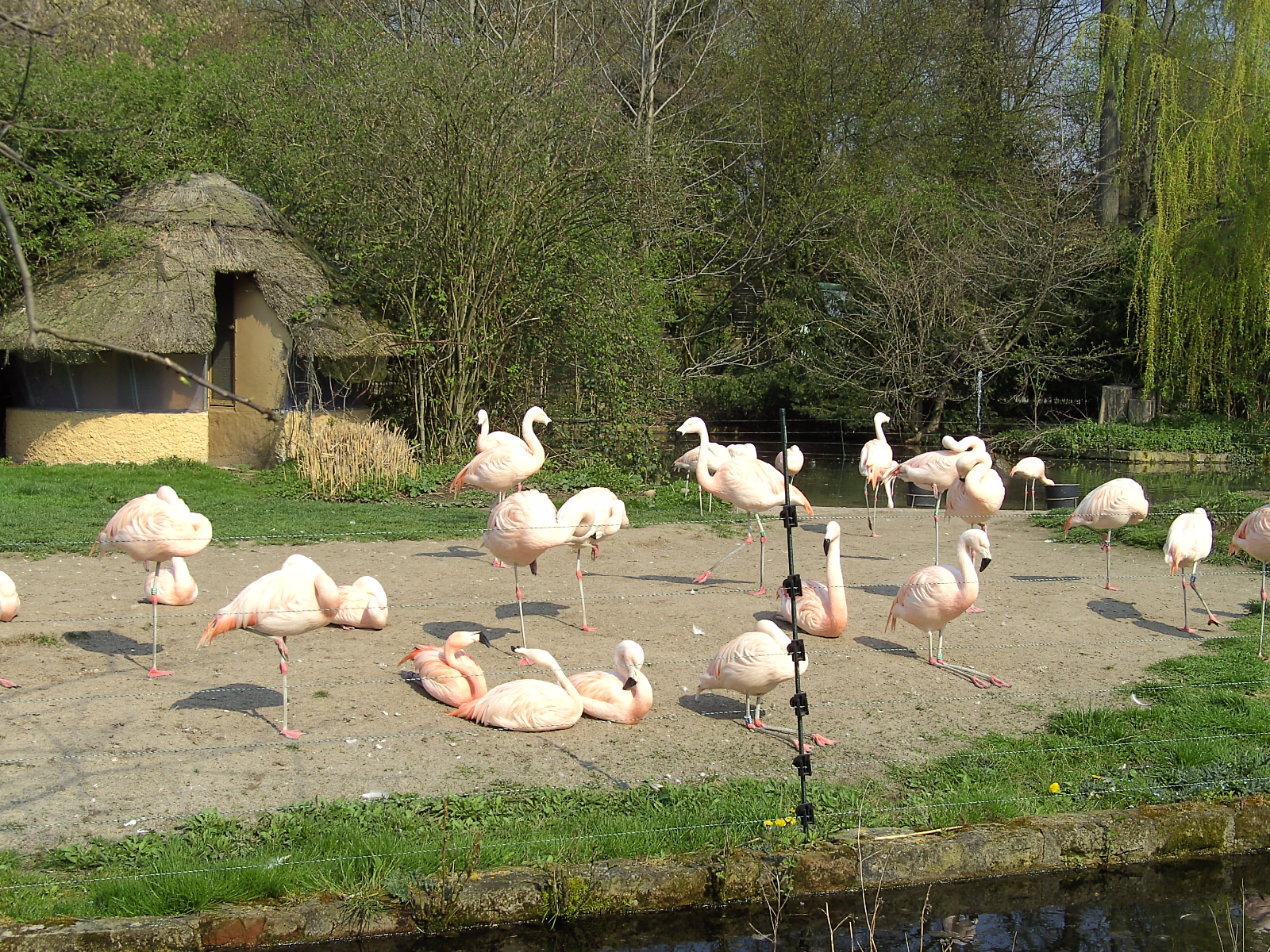
Flamingos
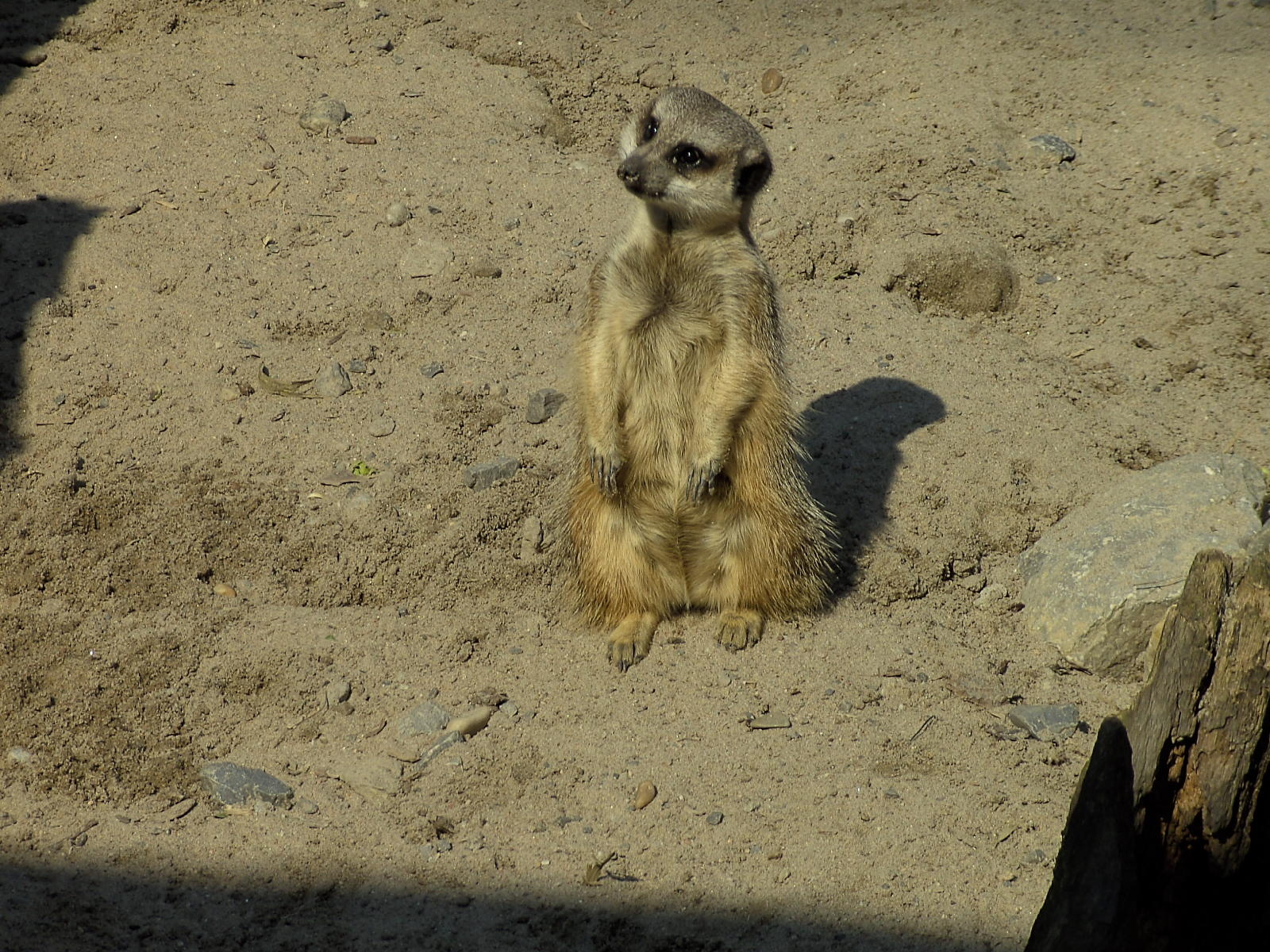
Erdmännchen
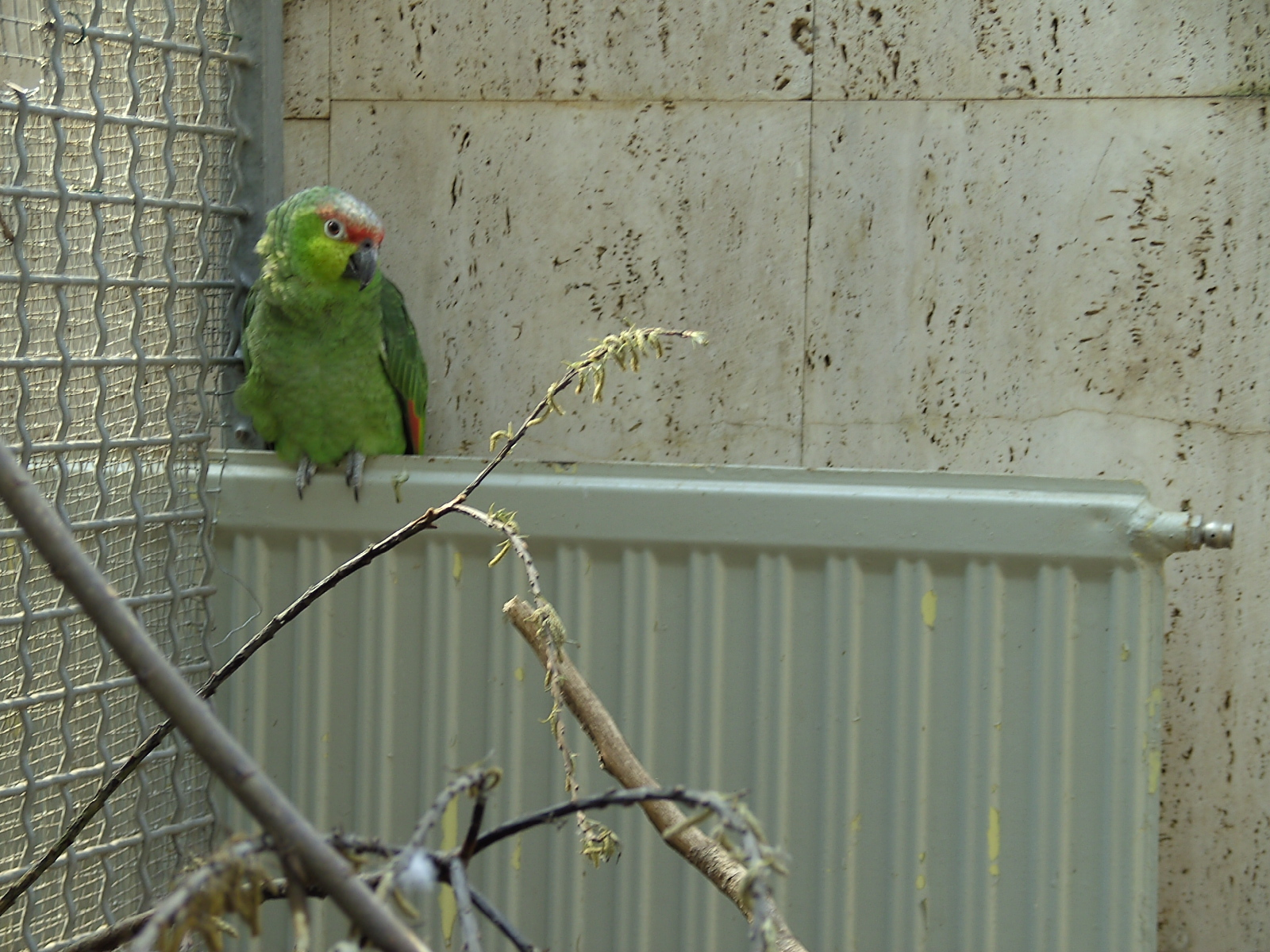
Ecuadoramazone
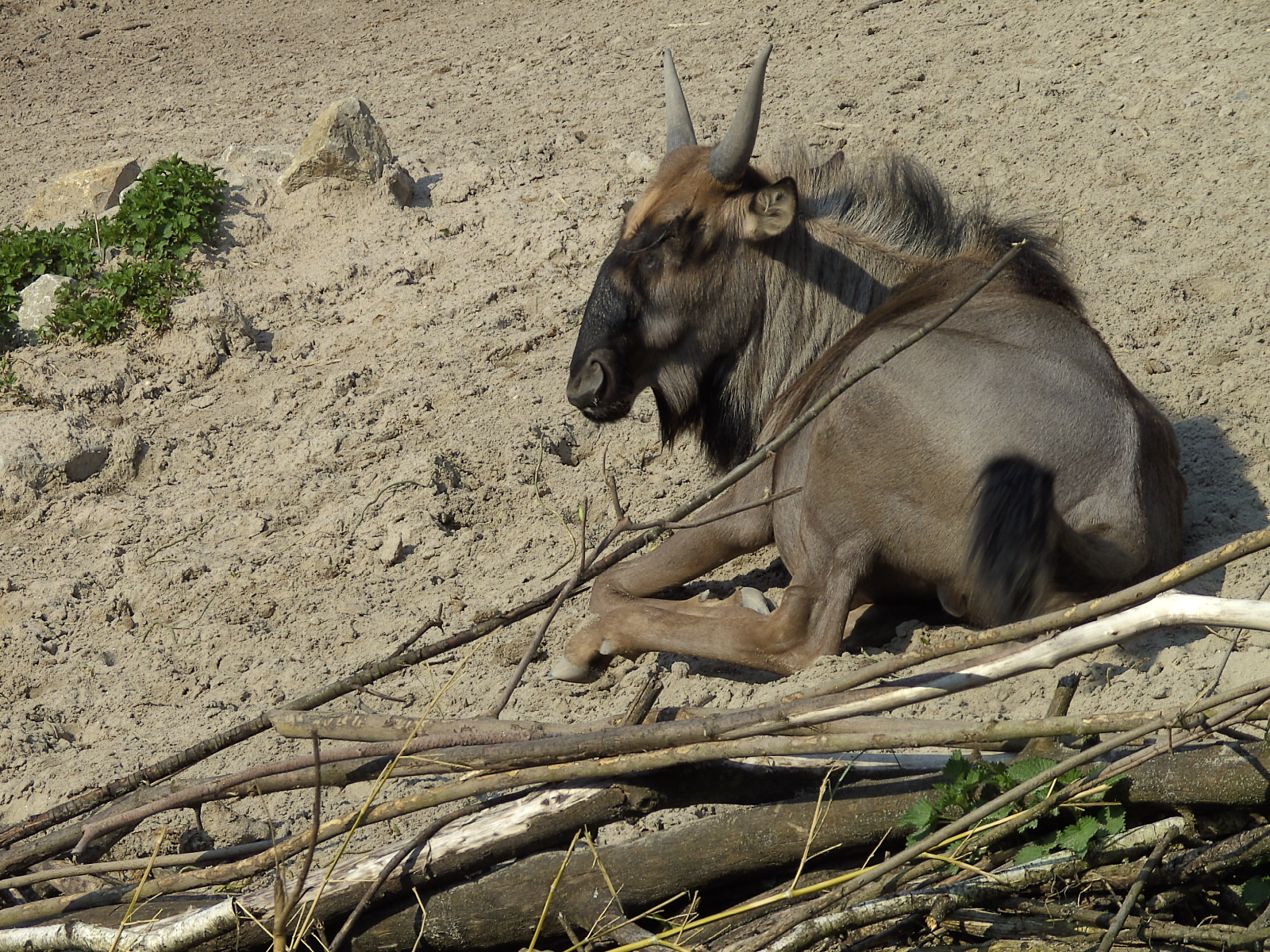
Südliches Streifengnu
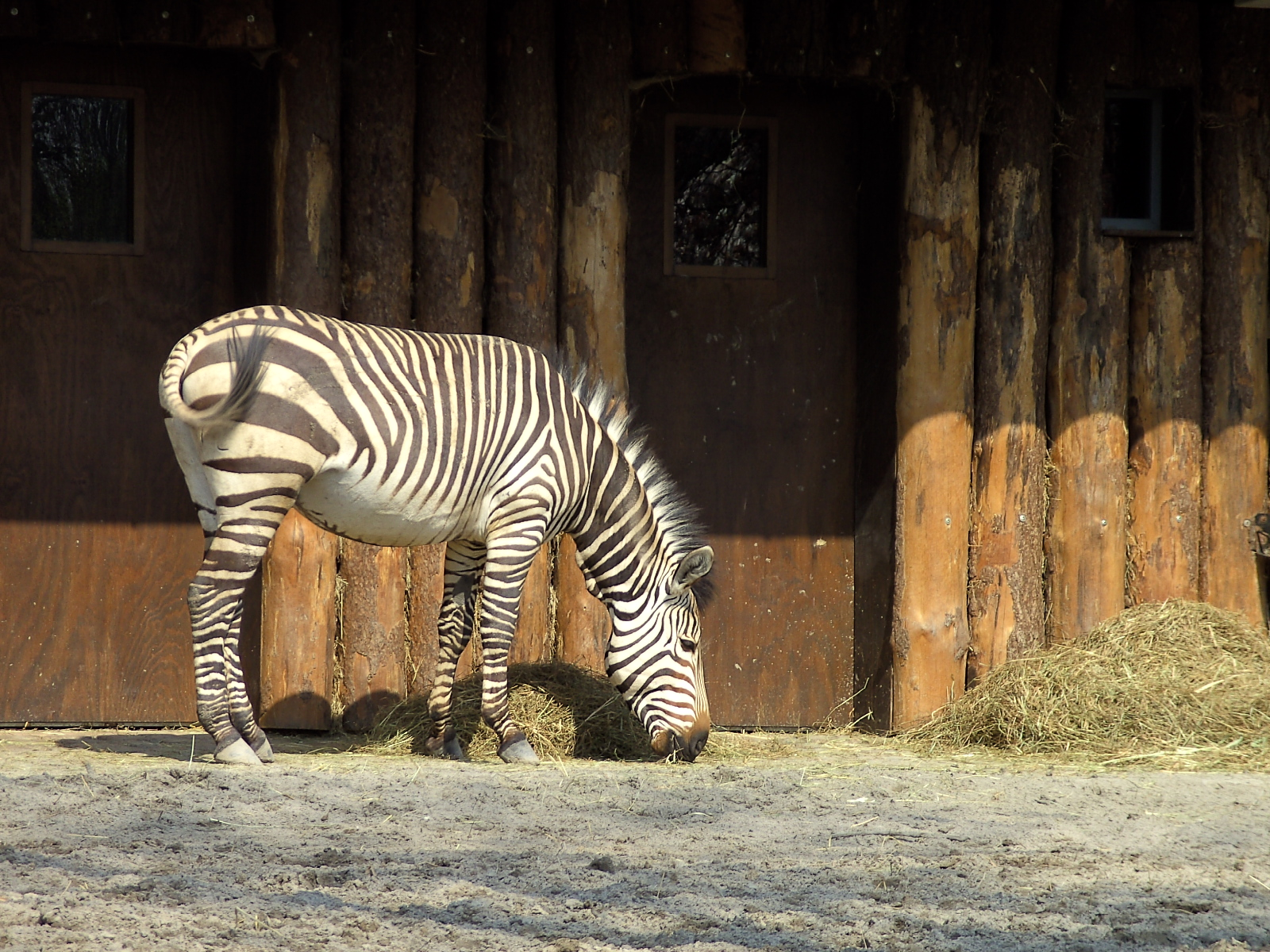
Hartmann-Bergzebra
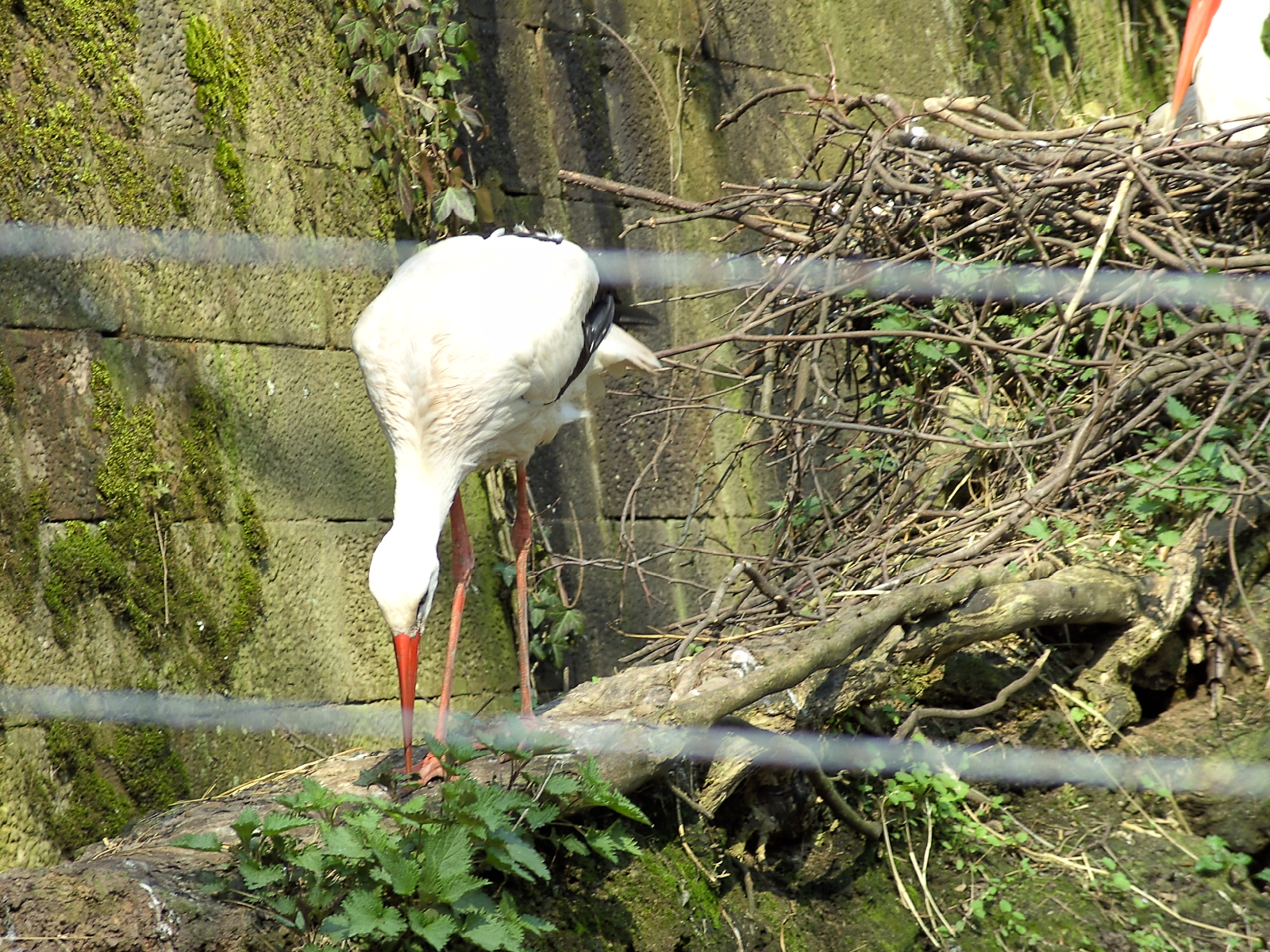
Weißstorch
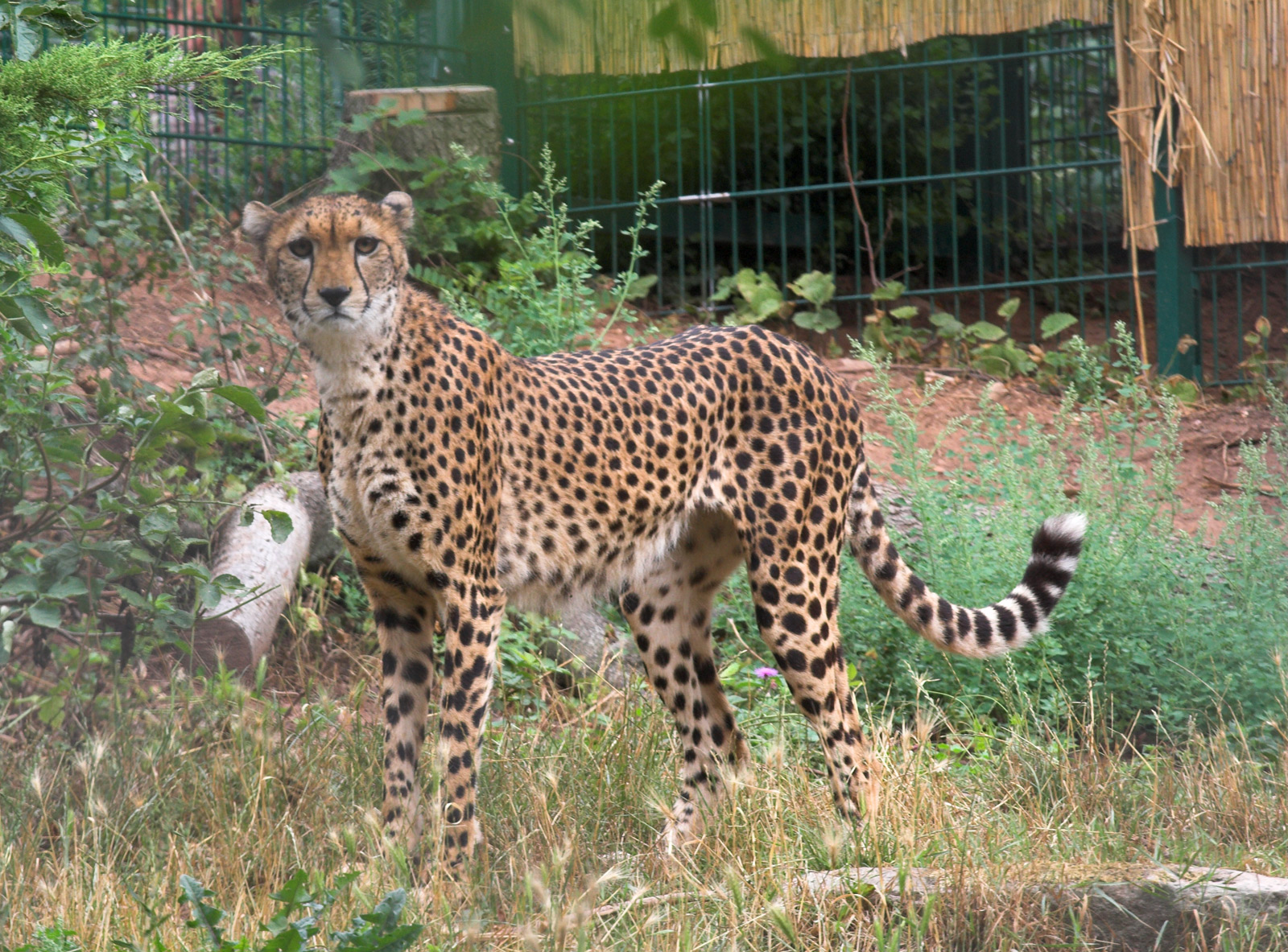
Nordostafrikanischer Gepard